# Karschia mangistauensis
Espèce
Karschia mangistauensis est une espèce de solifuges de la famille des Karschiidae.

## Distribution
Cette espèce est endémique du Kazakhstan. Elle se rencontre dans l'oblys de Mañğıstaw.

## Description
Le mâle holotype mesure 21 mm.

## Étymologie
Son nom d'espèce, composé de mangistau et du suffixe latin -ensis, « qui vit dans, qui habite », lui a été donné en référence au lieu de sa découverte, l'oblys de Mañğıstaw.

## Publication originale
- Gromov, 1993 : A new species of Karschiidae (Solifugae, Arachnida) from Kazakhstan. Memoirs of the Queensland Museum, vol. 33, p. 527-528 (texte intégral).